# 13 Sins
13 Sins, também conhecido como Angry Little God e 13: Game of Death (bra: Os 13 Pecados) é um filme de 2014 dirigido por Daniel Stamm. Teve sua estreia no festival SXSW 2014. No Brasil, foi lançado em 2020 no Prime Video.

## Sinopse
Após ficar cheio de dívidas e prestes a se casar, um vendendor decide entrar em um jogo após receber um misterioso telefonema informando-o que ele deve executar 13 tarefas para receber um prêmio em dinheiro de milhões de dólares.

## Elenco
- Ron Perlman
- Brittney Alger
- Pruitt Taylor Vince
- Mark Webber
- Rutina Wesley[5]
- Stephanie Honoré ... Junkie
- Devon Graye[6]

## Recepção
No site agregador de críticas Rotten Tomatoes, 65% das 40 avaliações dos críticos são positivas. O consenso do site afirma: "pode ser derivado de outros filmes de terror que fizeram seus pontos morais com mais sutileza, mas compensa com um senso de humor sombrio e estilo elegante."
O Metacritic, que usa uma média ponderada, atribuiu ao filme uma pontuação de 44 em 100, baseado em 11 críticos, indicando críticas "mistas ou médias".